# Achemene (satrapo)
Achemene (dall'antico persiano Haχāmaniš "dall'animo amichevole", in greco antico: Ἀχαιμένες?, Achaimènes, in latino Achaemenes; fine VI secolo a.C. – Papremi o Xois, 460 a.C.) è stato un satrapo persiano, fratello di Serse I ed appartenente alla dinastia achemenide, vissuto tra il sesto e il quinto secolo a.C.

## Biografia
Combatté i Greci nella battaglia di Salamina (480 a.C.), alla testa di circa 200 navi e, circa vent'anni dopo, morì a Papremi nel tentativo di domare una rivolta degli Egizi capeggiata da Inaros.